# Teatro Ciudad de Marbella
El teatro Ciudad de Marbella es un teatro de propiedad municipal situado, como su nombre indica, en la ciudad de Marbella, en la provincia de Málaga, España. Fue inaugurado en julio de 2001 y desde entonces mantiene una programación estable de teatro, música, danza, flamenco, ópera, etc. Tiene un aforo de 480 personas. Entre otros festivales, el teatro Ciudad de Marbella acoge anualmente el Festival Internacional de Ópera de Marbella.